# Taekwondo na OI 2016.
Taekwondo na OI 2016. u Rio de Janeiru održao se od 17. do 20. kolovoza u Areni Carioca 3. Ukupno je nastupilo 128 boraca u osam težinskih kategorija, po četiri u muškoj i ženskoj konkurenciji.
Hrvatska je imala troje predstavnika Filipa Grgića u kategoriji do 68 kg, Luciju Zaninović u kategoriji do 49 kg i Anu Zaninović u kategoriji do 57 kg. Filip Grgić i Ana Zaninović su poraženi u prvom kolu, dok je Lucija Zaninović poražena u drugom kolu.

## Osvajači odličja

### Muškarci
| Kategorija | Zlato                                | Srebro                                 | Bronca                             |
| 58 kg      | Zhao Shuai NR Kina                   | Tawin Hanprab Tajland                  | Luisito Pie Dominikanska Republika |
| 58 kg      | Zhao Shuai NR Kina                   | Tawin Hanprab Tajland                  | Kim Tae-hun Južna Koreja           |
| 68 kg      | Ahmad Abu-Ghaush Jordan              | Aleksej Denisenko Rusija               | Lee Dae-hoon Južna Koreja          |
| 68 kg      | Ahmad Abu-Ghaush Jordan              | Aleksej Denisenko Rusija               | Joel González Španjolska           |
| 80 kg      | Cheick Sallah Cissé Obala Bjelokosti | Lutalo Muhammad Ujedinjeno Kraljevstvo | Milad Beigi Azerbajdžan            |
| 80 kg      | Cheick Sallah Cissé Obala Bjelokosti | Lutalo Muhammad Ujedinjeno Kraljevstvo | Oussama Oueslati Tunis             |
| 80+ kg     | Radik Isajev Azerbajdžan             | Abdoul Razak Issoufou Niger            | Maicon Siqueira Brazil             |
| 80+ kg     | Radik Isajev Azerbajdžan             | Abdoul Razak Issoufou Niger            | Cha Dong-min Južna Koreja          |

### Žene
| Kategorija | Zlato                             | Srebro                   | Bronca                                |
| 49 kg      | Kim So-hui Južna Koreja           | Tijana Bogdanović Srbija | Patimat Abakarova Azerbajdžan         |
| 49 kg      | Kim So-hui Južna Koreja           | Tijana Bogdanović Srbija | Panipak Wongpattanakit Tajland        |
| 57 kg      | Jade Jones Ujedinjeno Kraljevstvo | Eva Calvo Španjolska     | Hedaya Malak Egipat                   |
| 57 kg      | Jade Jones Ujedinjeno Kraljevstvo | Eva Calvo Španjolska     | Kimia Alizadeh Iran                   |
| 67 kg      | Oh Hye-ri Južna Koreja            | Haby Niaré Francuska     | Ruth Gbagbi Obala Bjelokosti          |
| 67 kg      | Oh Hye-ri Južna Koreja            | Haby Niaré Francuska     | Nur Tatar Turska                      |
| 67+ kg     | Zheng Shuyin NR Kina              | María Espinoza Meksiko   | Bianca Walkden Ujedinjeno Kraljevstvo |
| 67+ kg     | Zheng Shuyin NR Kina              | María Espinoza Meksiko   | Jackie Galloway SAD                   |

## Vanjske poveznice
- Taekwondo na OI 2016.  Arhivirana inačica izvorne stranice od 26. kolovoza 2016. (Wayback Machine)